# Mona Seilitz
Mona Seilitz (født Mona Elisabet Alexandersson; 16. januar 1943 i Malmø, død 2. april 2008 samme sted) var en svensk skuespillerinde. Hun er mest kendt inden for både dramatiske og komiske roller i svensk tv og film.
I Danmark medvirkede hun for eksempel i spillefilmen Miraklet i Valby fra 1989, der er instrueret af Åke Sandgren.
Seilitz døde af brystkræft den 2. april 2008, 65 år gammel.

## Udvalgt filmografi
- Mannen med den vita ballongen (kortfilm, 1965)
- Pigen Fanny (1968)
- Jeg er lykkelig - rød (1970)
- Drømmen om Amerika (1976)
- Kristoffers hus (1979)
- Katitzi (tv-serie, 1979)
- Sinkadus (tv-serie, 1980)
- Babels hus (tv-serie, 1981)
- Operation Leo (1981)
- Sejled' op ad åen (1981)
- Jönssonligan & Dynamit-Harry (1982)
- Græsenkemand (1982)
- Clark Kent (tv-serie, 1988)
- Vildanden (tv-serie, 1989)
- Miraklet i Valby (1989)
- Stockholm Marathon (1994)
- Lilla Jönssonligan och cornflakeskuppen (1996)
- Peddersen og Findus - det kattens år (animationsfilm, 1999)
- Peddersen og Findus - fornemt besøg (animationsfilm, 2000)
- Belinder auktioner (tv-serie, 2003)
- Peddersen og Findus 3 - nissemaskinen (animationsfilm, 2005)
- Tagkammeraterne (tv-serie, 2006-2007)